# Naș

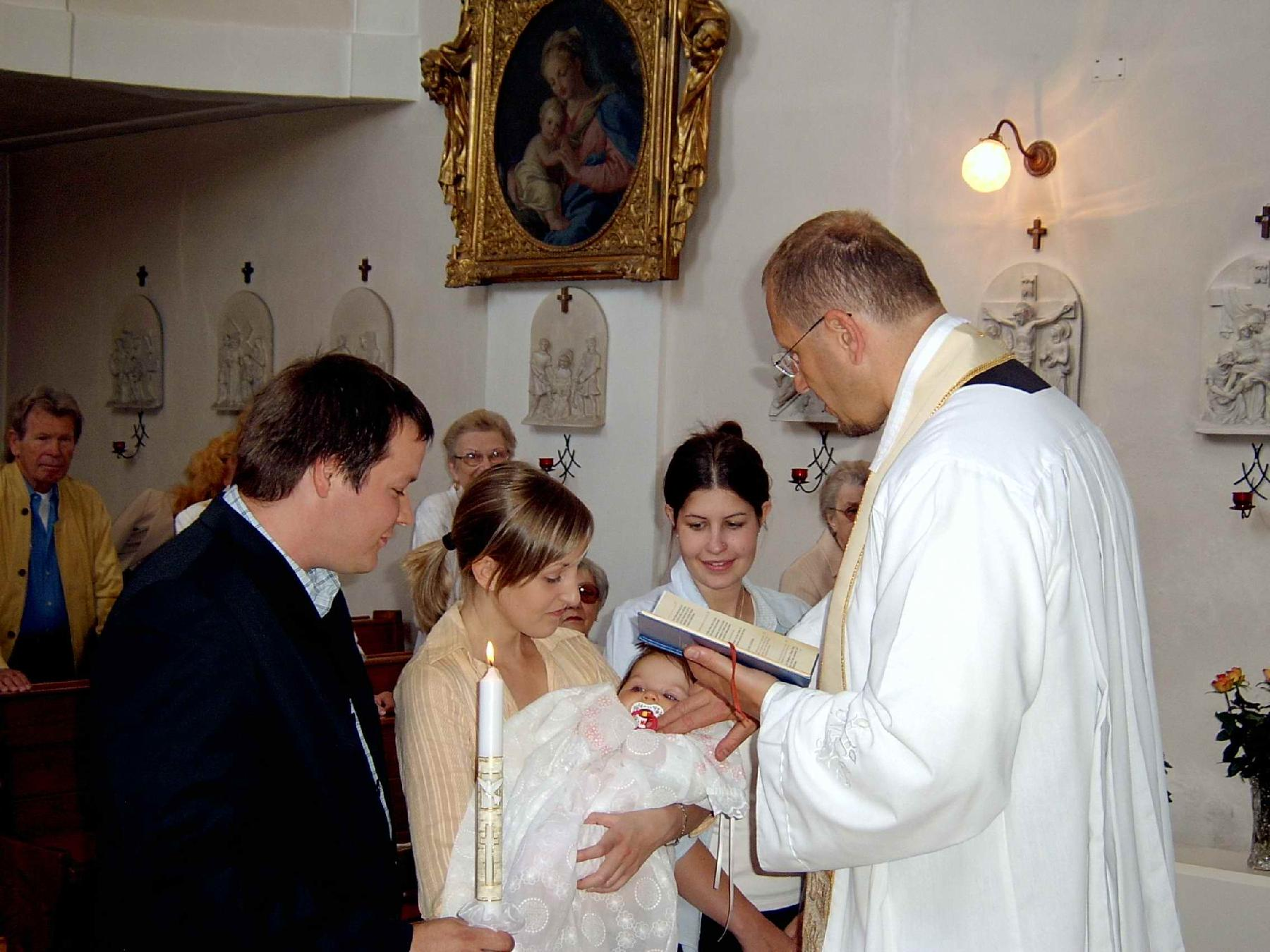
Nașă ținând copilul la botez

Naș (fem. nașă) este un termen pentru părintele duhovnicesc al unei persoane. Acest concept apare în diverse tradiții religioase, dar în accepția modernă a termenului, nașul apare predominant în creștinism și iudaism.
În creștinism nașul este persoana care pregătește și asistă o persoană la botez. Începând cu secolul al șaselea s-a generalizat botezul copiilor, fapt care restrâns necesitatea catehumenatului. Persoanele admise la botez nemaifiind adulte, nu își mai puteau afirma singure credința, ceea ce a făcut necesară instituția nașului, care rostește crezul în numele lor. 
În tradiția iudaică, termenul de naș corespunde ebraicului Sandak, care desemnează persoana care ține pe genunchii ei un prunc în timp i se face circumcizia.